# Горнозаводск (Сахалинская область)
Горнозаво́дск (до 1945 года — Найхоро (яп. 内幌)) — село в России, в Невельском районе (городском округе) Сахалинской области.
С 1947 по 2004 год  — город районного подчинения Горнозаводск. Во времена РСФСР город являлся одним из центров угольной промышленности на Сахалине.

## География
Село расположено на юго-западном побережье острова Сахалин, в 141 км к юго-западу от Южно-Сахалинск, 18 км к югу от районного центра.
Село расположено на берегу Татарского пролива. Через село протекает река Лопатинка.

## Часовой пояс
Горнозаводск ранее находился в часовом поясе, обозначаемом по международному стандарту как Vladivostok Time Zone (VLAT/VLAST). Смещение относительно Всемирного координированного времени UTC составляет +10:00. Смещение относительно Московского времени (MSK/MSD) составляет +7:00 и обозначался в России соответственно как MSK+7.
В настоящее время, с 2015 года, Горнозаводск, как и весь остров Сахалин, находится в часовом поясе, обозначаемом по международному стандарту как Magadan Time Zone. Смещение относительно UTC составляет +11:00 Относительно Московского времени часовой пояс имеет постоянное смещение +8:00 часов и обозначается в России соответственно как MSK+8.

## История
Село располагается в окрестностях айнского первопоселения под названием Найборо.

### Японский период (1905 — 1945 гг.)
Согласно Портсмутскому мирному договору (1905), завершившему Русско-японскую войну (1905), южная часть острова Сахалин отошла к Японии. В 1905 году началось освоение территорий, строились города и посёлки. В том числе, на месте современного Горнозаводска с 1905 года существует поселение Найхоро (яп. 内幌). Поселенцы занимались ловлей рыбы и охотой. До 1930-х гг. Найхоро представляло собой небольшое поселение.
Лишь к концу 1920-х началось промышленное освоение территории. В 1929 году акционерным обществом «Мицубиси» начинается разработка шахты по добыче бурого угля. К шахте провели узкоколейную железную дорогу от города Хонто для вывоза угля, построили обогатительную фабрику.
В 1930-е годы при шахте построился завод по производству искусственного топлива из угля и других синтетических материалов.

### Советский период (1945 — 1991 гг.)
В 1945 году, южная часть острова Сахалин, Курильские острова, а вместе с ним и Найхоро вошёл в состав РСФСР.
15 октября 1947 года поселению был присуждён статус города и утверждено новое название Горнозаводск. Название было дано по расположению вокруг города месторождений угля. Термин «горнозаводский» берёт начало в истории Российской империи; в 1965 году название Горнозаводск также получил посёлок Новопашийский Пермской области.
В 1948 году городская шахта получила новое наименование — шахта № 4.
С 1950-х годов город начал активно развиваться. С этого момента центр города застраивается типовыми многоэтажными домами, присущими гористой местности. Население начинает увеличиваться.
Строятся социальные объекты, инфраструктура развивается. Строятся общеобразовательные школы и детские сады, городская больница и стадион, городской дом культуры «Шахтёр».
В 1950 году решением было утверждено о выделении и установлении границ из Невельского района нового, с административным центром в городе Горнозаводск. С 7 января 1950 по 31 августа 1957 год город являлся административным центром Горнозаводского района Сахалинской области.
В 1974 году шахта получает название Горнозаводская.
В 1980-х годах Горнозаводск представлял собой развитый центр угольной промышленности на юге Сахалина. Население перепало за 10 тыс. человек. Город развивался вплоть до 1990-х.

### Российский период (1991 — наст. вр.)
С советских времён получил развитие на угольной промышленности. В настоящее время градообразующие предприятия отсутствуют.
В дальнейшем произошёл упадок города и снижение численности населения, что связано с экономическим кризисом 1990-х годов, который привёл к закрытию шахты Горнозаводской. В связи с закрытием градообразующего предприятие в городе началась безработица. Население города стремительно начало сокращаться. В связи с этим Горнозаводск был лишён статуса города. В 2004 году город получил статус села.
С 1990-х годов город пришёл в запустение. Уехавшее население оставило после себя кварталы заброшенных домов. Многие жилые и социальные здания обветшали. Дороги находились в плохом состоянии.
Но с проведением различных государственных программ по улучшению качества жизни и благоустройству городов и сельских населённых пунктов начиная с 2010-х годов, Горнозаводск внешне поправил свой вид избавившись от домов-призраков и наведя порядок на улицах.

## Население
| 1925  | 1935  | 1959    | 1970  | 1979  | 1989  | 2002  |
| ----- | ----- | ------- | ----- | ----- | ----- | ----- |
| 2767  | ↗6646 | ↗11 250 | ↘9283 | ↘8649 | ↗9070 | ↘6051 |
| 2010  | 2013  | 2021    |       |       |       |       |
| ↘4389 | ↘4053 | ↘3711   |       |       |       |       |

## Благоустройство села
После 2000-х годов город пришёл в запустение: забросились дома, закрылись некоторые инфраструктурные здания, уехало много людей, оставшихся без работы.
После того, когда в Невельском городском округе был реализован жилищно-коммунальный фонд, событие охватило весь район. В рамках разных организаций началось благоустройство и удобства бывших городов и посёлков. Невельские организаторы прибыли в Горнозаводск.
По проекту в политическом центре началось активное обучение детей по строительным профессиям. Недавно в политическом центре были установлены тренировочная техника, на которых студенты прежде чем сесть за настоящие экскаваторы, могут научиться как правильно пользоваться тяжёлой техникой.
Сейчас в Горнозаводске организовывается снос заброшенных жилых зданий, которые не только устрашают и изуродуют внешний облик и вид улиц города, но и создают опасность для прохожих. Среди сноса зданий, ещё ведётся строительство и ремонт улиц и дорог в городе. Недавно было закончено строительство нового автомобильного моста на улице Шахтовой через реку Лопатинка. Также по главным улицам были забетонированы бордюры, которые были окрашены в черно-белый цвет, качественной краской . Компания, также приступила к ремонту и благоустройству каркасов многоэтажных жилых зданий. Центр города, где находятся пятиэтажные дома заметно изменил свой вид. В основном в центре многоэтажные здания были красиво облицованы. По улице Центральная каркас пятиэтажек был отремонтирован и красиво облицован бело-зелёным профлистом. Не стоит забывать, что передние площадки тоже были значительно благоустроенны. По улице Шахтовая каркас четырёх- и трёхэтажных домов был облицован цветным сайдингом: сине-жёлтые, жёлтые-зелёные кари-бежевые и другие цвета материала. На балконах этих зданий были установлены декоративные ограждения. также в многоквартирных домах был произведён ремонт подъездов. Сейчас производится ремонт козырьков и крылец. По улицам села устанавливается освещение. В дворовых территориях здания также облицованы цветным профлистом идущий по вертикали. Районные власти не забыли о зданиях построенными ещё японцами. В отличие от многоэтажных, каркас японских домов от «катышковидного» был переделан на другой. Сейчас каждые японские дома были облицованы одним цветом. Также поменялись рамы окон этих домов.
Помимо зданий были благоустроены дворы и дворовые детские площадки. Были сооружены новые тротуары. При поддержки организации были построены детские площадки: детские горки, качели, карусели и другие сооружения. Также поправили свой вид образовательные учреждения, в основном, школа № 1: были построены тротуары, отремонтированы фундамент, каркас и кровля. Кроме здания была благоустроена и сама территория школы, где создались газоны и новая спортивная площадка.
Район площади около дома культуры «Шахтёр» также был отремонтирован. Кроме того, была отремонтирована дорога. Также поменял облик кольцевой газон окружённым качественным бордюром.
Был произведён ремонт кровле, как много- и малоэтажных домов. Штукатурной разновидностью был облицован каркас многих жилых домов, построенных во времена Японии.
Были открыты многие учреждения: аптеки, магазины и др.
Были реконструированы и отреставрированы памятники культуры, созданные в советские времена. В основном поправил свой вид Сквер погибших шахтёров, бюст В. И. Ленина, Памятник бравым советским шахтёрам. Были отремонтированы пешеходные дороги по улицам Центральная, Шахтовая и Советская.
В южной части села был построен и открыт новый сквер: были уложены плиты на пешеходных дорожках, посажен газон, парк был огражден декоративными заборчиками.
За некоторое время в Горнозаводске построены новые жилые дома, куда будут переселены люди из признанного аварийного жилого фонда.
Несмотря на отсутствие вблизи села крупных рабочих мест и предприятий, в селе продолжается благоустройство. Горнозаводск стал одним из благоустроенных населённых пунктов района.

## Внутреннее деление
Город (село) Горнозаводск состоит из  неофициальных районов.
- «Найхоро» — район в селе Горнозаводск. Район идёт от начала села и до центра. Во времена Карафуто этот район дал начало строительству будущего города. В японские времена в районе проживали работники завода синтетических масел, а затем угледобывающей шахты. Район состоит только из частного сектора. После распада СССР район потерял немало населения. Сейчас в Найхоро организовывается снос заброшенных частных домов, которые не только устрашают вид села и создают опасность, но и которые могут стать пожароопасными причинами. На сегодняшний день этих построек становится всё меньше.
- «Черёмушки» — район в центре Горнозаводска. Во времена Советского Союза в районе велось активное строительство многоэтажных домов. Основные улицы в районе Центральная, Шахтовая и Советская. В японские времена  по улице Советская строились двухэтажные жилые дома. Сейчас в районе находятся все экстренные и инфраструктурные службы: аптеки, магазины, детские сады «Рябинка» и «Родничок», стадион «Горняк», «Сахалинский политехнический центр № 5», Горнозаводская больница, Дом культуры «Шахтёр», администрация и пр.

## Экономика
До основания шахты в городе Найхоро действовало предприятие по производству синтетических масел и бензина. Завод был крупнейшим рабочим предприятием в городе и в уезде.
В 1929 году японцами была шахта, добывающая бурый уголь. С 1947 года называлась шахта № 4, после — «Горнозаводская». Была градообразующим предприятием, при ней имелась обогатительная фабрика. В 1997 году шахта закрылась. Сейчас работают котельная, электростанция.

## Культура и образование
Среднее специальное образование:
«Сахалинский политехнический центр № 5» (бывш. Профтехучилище № 5)
Среднее образование:
МБОУ «Средняя общеобразовательная школа № 1»
Дополнительное и дошкольное образование:
Горнозаводская детская школа искусств
Горнозаводский центр дополнительного образования
Детский сад «Родничок»
Детский сад «Рябинка»
Достопримечательности:
МБУК «Филиал районного дома культуры им. Г. И. Невельского — Дом культуры Шахтёр»
Сквер в честь погибших шахтёров, Памятник славным советским шахтёрам, памятник-бюст В. И. Ленину
Храм во имя Иоанна Кронштадтского

## Спорт
В советские времена в городе функционировал стадион «Горняк». После запустения города с распадом СССР стадион был оставлен и полузаброшен. С течением благоустройства Горнозаводска стадион также попал в этот проект. Сейчас стадион изменился в лучшую сторону и поправил свой вид: беговые дорожки были отремонтированны, а также на дорожках были намечены линии полос. Стадионный газон также поправил вид, на нём были намечены полосы. Была поставлена ограда.
Сейчас ставятся планы о строительстве нового спортивного комплекса в Горнозаводске.

## Транспорт
В селе расположены станции Горнозаводск и Шахта-Сахалинская Сахалинского региона Дальневосточной железной дороги.
Около села проходит дорога Невельск-Шебунино.

### Автобус
Горнозаводск связан рейсовыми маршрутами с Невельском. С Невельска в Горнозаводск курсирует автобусный маршрут № 124 «Невельск — Горнозаводск».
Перечень остановок:
Найхоро — Мост — Черёмушки — Советская — Горнозаводск Дальняя — Ватутино.
По просьбе местных жителей села Горнозаводск была создана новая остановка. Около магазина мебели «Зодиак» был поставлен новый остановочный павильон. С появлением павильона был создан новый остановочный пункт «ДК Шахтёр».
С села Ватутино в Горнозаводск курсирует школьный маршрут.
Ватутино — Горнозаводск Дальняя — Советская — ДК «Шахтёр» — Школа № 2.